# Гаврилов Валерій Костянтинович
Валерій Костянтинович Гаври́лов (рос. Валерий Констянтинович Гаврилов; нар. 21 квітня 1932, Ленінград) — російський театральний режисер. Заслужений діяч мистецтв УРСР з 1981 року.

## Біографія
Народився 21 квітня 1932 року в місті Ленінграді (тепер Санкт-Петербург, Росія). У 1954 році закінчив Ленінградський театральний інститут (курс Леоніда Вів'єна).
Після здобуття освіти працював у Львівському російському драматичному театрі Радянської армії (згодом Львівський драматичний театр Західного оперативного командування). У 1993 році переїхав до Санкт-Петербурга, де працював у Будинку офіцерів.

## Вистави
- «Діти Ванюшина» Сергія Найдьонова;
- «Забути Герострата» Григорія Горіна;
- «Весілля Кречинського» Олександра Сухово-Кобиліна;
- «Солдатами не народжуються» Костянтина Симонова (1983);
- «Зінуля» Олександра Гельмана (1985);
- «Іван і Мадонна» Анатолія Кудрявцева (1986);
- «Зірки на вранішньому небі» Олександра Галича (1988);
- «Сім'я злочинця» Паоло Джакометті (1990);
- «Циганка сказала» Італо Тердзолі та Енріко Вайме (1991).